# Кастаньо, Брайан
Брайан Карлос Кастаньо (исп. Brian Carlos Castaño; род. 12 сентября 1989, Исидро-Касанова, провинция Буэнос-Айрес, Аргентина) — аргентинский боксёр-профессионал выступающий в первой средней и в средней весовых категориях. Чемпион Южноамериканских игр (2010) в любителях.
Среди профессионалов бывший чемпион мира по версии WBO (2021—2022), регулярный чемпион мира по версии WBA (2017—2019), и временный чемпион мира по версии WBA (2016—2017) в 1-м среднем весе.

## Биография
Брайан Карлос Кастаньо родился 12 сентября 1989 года в городе Исидро-Касанова, в провинции Буэнос-Айрес (Аргентина).

## Любительская карьера
Кастаньо занимается боксом с 11 лет, под руководством своего отца Карлоса, который также был профессиональным боксёром.
В 2009 году Кастаньо участвовал в чемпионате мира в Милане (Италия), выиграв два боя в первых двух раундах соревнования, но в третьем раунде соревнований проиграл по очкам (счёт 5:14) немцу Джеку Кулкай-Киту — в итоге ставшему чемпионом мира в весе до 69 кг.
В 2010 году стал чемпионом Южноамериканских игр в Медельине (Колумбия), в весе до 69 кг, в финале победив колумбийца Мигеля Эскандона.
В любителях одерживал победы над такими знаменитыми чемпионами как: Эррол Спенс и Эскива Фалкан. Всего в любителях провёл более 190 боёв, потерпев только 5 поражений и 5 боёв сведя к ничьей.
В 2013 году выступал в полупрофессиональной лиге «Всемирная серия бокса», где провёл три боя — и во всех трёх одержал победы. Причём в первом своём бою победил досрочно алжирца Абдельмалека Раху (1-2) техническим нокаутом во 2-м раунде, а 24 марта 2013 года единогласным решением судей победил опытного небитого украинца Сергея Деревянченко (16-0).

## Профессиональная карьера
22 сентября 2012 года начал профессиональную карьеру, досрочно победив техническим нокаутом в 4-м раунде опытного соотечественника Алехандро Антонио Домингеса (1-2).

### Чемпионский бой с Эммануэлем де Хесусом
26 ноября 2016 года в Буэнос-Айресе (Аргентина), в своём 13-м профессиональном бою, Брайан Кастаньо победил нокаутом в 6-м раунде опытного пуэрториканца Эммануэля де Хесуса (17-1) и завоевал титул временного чемпиона мира по версии WBA в 1-м среднем весе.

### Чемпионский бой с Мишелем Соро
1 июля 2017 года в Эвьян-ле-Бен (Франция) раздельным судейским решением (счёт: 112-116, 115-113, 115-113) победил опытного француза Мишеля Соро (30-1-1) и успешно провёл первую защиту титула временного чемпиона мира по версии WBA в 1-м среднем весе.
После того, как в октябре 2017 года американец Деметриус Андраде оставил свободным свой титул регулярного чемпионы мира по версии WBA в 1-м среднем весе, Всемирная боксёрская ассоциация повысила Кастаньо из временного в регулярные чемпионы мира по версии WBA в 1-м среднем весе. А вскоре после этого WBA постановила провести бой между Кастаньо и супер-чемпионом WBA кубинцем Эрисланди Лара.

### Чемпионский бой с Седриком Виту
10 марта 2018 года в Булонь-Бийанкур (Франция) техническим нокаутом в 12-м раунде победил опытного француза Седрика Виту (46-2) и успешно провёл первую защиту титула регулярного чемпиона мира по версии WBA в 1-м среднем весе.

### Чемпионский бой с Эрисланди Лара
2 марта 2019 года в Барклайс-центре, в Нью-Йорке (США) состоялся бой с экс-«суперчемпионом» мира кубинцем Эрисланди Лара (25-3-2). Первые раунды Лара переигрывал Кастаньо с дальней дистанции. С 3-го раунда чемпион Кастаньо перехватил инициативу: принялся нагружать ударами корпус ветерана, агрессивно прессинговал, не давал кубинцу клинчевать, легко входил на удобную ближнюю дистанцию. После экватора бой выровнялся. Кастаньо брал затяжные паузы, долго готовил атаки, а то и вовсе давал поработать Ларе первым номером. Чемпионские раунды прошли в обмене ударами. Вердикт судей: 115:113 (Кастаньо), 115:113 (Лара) и 114:114 — ничья. И Брайан Кастаньо успешно провёл вторую защиту титула регулярного чемпиона мира по версии WBA в 1-м среднем весе.

### Лишение чемпионского титула WBA
25 июня 2019 года Всемирная боксёрская ассоциация (WBA) лишила Кастаньо титула регулярного чемпиона мира по версии WBA в 1-м среднем весе, после того как Кастаньо не подписал контракт на бой-реванш с обязательным претендентом французом Мишелем Соро (33-2-1, 22 КО).

### Чемпионский бой с Патриком Тейшейра
13 февраля 2021 года единогласным решением судей (счёт: 119-109, 120-108, 117-111) победил бразильца Патрика Тейшейра (31-1) и завоевал титул чемпиона мира по версии WBO в 1-м среднем весе.

## Список профессиональных поединков
В таблице перечислены результаты всех поединков боксёров.
В каждой строке указан результат поединка. Дополнительно номер поединка обозначен цветом, который обозначает итог поединка. Расшифровка обозначений и цветов представлена в нижеследующей таблице.
| Пример | Расшифровка                     |
| ------ | ------------------------------- |
|        | Победа                          |
|        | Ничья                           |
|        | Поражение                       |
|        | Планируемый поединок            |
|        | Поединок признан несостоявшимся |
| КО     | Нокаут                          |
| ТКО    | Технический нокаут              |
| PTS    | Решение судей (по очкам)        |
| UD     | Единогласное решение судей      |
| MD     | Решение большинства судей       |
| SD     | Раздельное решение судей        |
| RTD    | Отказ от продолжения боя        |
| DQ     | Дисквалификация                 |
| NC     | Поединок признан несостоявшимся |

| 20 поединков, 17 побед (12 нокаутом), 2 ничьи, 1 поражение. | 20 поединков, 17 побед (12 нокаутом), 2 ничьи, 1 поражение. | 20 поединков, 17 побед (12 нокаутом), 2 ничьи, 1 поражение. | 20 поединков, 17 побед (12 нокаутом), 2 ничьи, 1 поражение. | 20 поединков, 17 побед (12 нокаутом), 2 ничьи, 1 поражение.                             | 20 поединков, 17 побед (12 нокаутом), 2 ничьи, 1 поражение. | 20 поединков, 17 побед (12 нокаутом), 2 ничьи, 1 поражение. | 20 поединков, 17 побед (12 нокаутом), 2 ничьи, 1 поражение. |
| Бой                                                         | Рекорд                                                      | Дата боя                                                    | Соперник                                                    | Место проведения боя                                                                    | Раундов, время                                              | Дополнительно |                                                             |
| ----------------------------------------------------------- | ----------------------------------------------------------- | ----------------------------------------------------------- | ----------------------------------------------------------- | --------------------------------------------------------------------------------------- | ----------------------------------------------------------- | --- | ----------------------------------------------------------- |
| 20                                                          | 17-1-2                                                      | 14 мая 2022                                                 | Джермелл Чарло (2) (34-1-1)                                 | Dignity Health Sports Park, Карсон, Калифорния, США                                     | KO 10 (12), 2:33                                            | Бой за титул абсолютного чемпиона мира по версиям WBO (2-я защита Кастаньо), WBC (3-я защита Чарло), WBA Super (2-я защита Чарло) и IBF (2-я защита Чарло) в 1-м среднем весе.                                  |                                                             |
| 19                                                          | 17-0-2                                                      | 17 июля 2021                                                | Джермелл Чарло (34-1)                                       | AT&T-центр, Сан-Антонио, Техас, США                                                     | SD 12 (12)                                                  | Счет: 114-113, 114-114, 111-117. Бой за титул абсолютного чемпиона мира по версиям WBO (1-я защита Кастаньо), WBC (2-я защита Чарло), WBA Super (1-я защита Чарло) и IBF (1-я защита Чарло) в 1-м среднем весе. |                                                             |
| 18                                                          | 17-0-1                                                      | 13 февраля 2021                                             | Патрик Тейшейра (31-1)                                      | Казино Fantasy Springs, Индио, Калифорния, США                                          | UD 12 (12)                                                  | Счёт: 120-108, 119-109, 117-111. Завоевал титул чемпиона мира по версии WBO (1-я защита Тейшейра) в 1-м среднем весе.                                                                                           |                                                             |
| 17                                                          | 16-0-1                                                      | 2 ноября 2019                                               | Уэйл Омотосо (28-4)                                         | MGM National Harbor, Оксон-Хилл, Мэриленд, США                                          | RTD 5 (10), 3:00                                            | Завоевал титул чемпиона по версии WBO Inter-Continental (1-я защита Омотосо) в 1-м среднем весе. |                                                             |
| 16                                                          | 15-0-1                                                      | 2 марта 2019                                                | Эрисланди Лара (25-3-2)                                     | Барклайс-центр, Бруклин, Нью-Йорк, США                                                  | SD 12 (12)                                                  | Счёт: 114-114, 115-113, 113-115. Защитил титул регулярного чемпиона мира по версии WBA (2-я защита Кастаньо) в 1-м среднем весе.                                                                                |                                                             |
| 15                                                          | 15-0                                                        | 10 марта 2018                                               | Седрик Виту (46-2)                                          | La Seine Musicale, Булонь-Бийанкур, О-де-Сен, Франция                                   | TKO 12 (12), 2:27                                           | Защитил титул регулярного чемпиона мира по версии WBA (1-я защита Кастаньо) в 1-м среднем весе. |                                                             |
| 14                                                          | 14-0                                                        | 1 июля 2017                                                 | Мишель Соро (30-1-1)                                        | Казино Эвьян, Эвьян-ле-Бен, Верхняя Савойя, Франция                                     | SD 12 (12)                                                  | Счёт: 112-116, 115-113 (дважды). Защитил титул временного чемпиона мира по версии WBA (1-я защита Кастаньо) в 1-м среднем весе.                                                                                 |                                                             |
| 13                                                          | 13-0                                                        | 26 ноября 2016                                              | Эммануэль де Хесус (17-1)                                   | Estadio Polideportivo Presidente Perón, Гонсалес-Катан, Большой Буэнос-Айрес, Аргентина | KO 6 (12), 2:23                                             | Завоевал титул временного чемпиона мира по версии WBA в 1-м среднем весе. |                                                             |